# Tour della nazionale maschile di rugby a 15 dell'Australia 1988
Nel 1988, la nazionale australiana di rugby a 15 affila le armi. In quattro anni Bob Dwier creerà la squadra che vincerà la Coppa del Mondo di rugby 1991.
Per iniziare nel 1988 si reca in Europa per un Tour.
Una sconfitta con l'Inghilterra e due vittorie facili con Scozia e Italia il bilancio di questo tour.

## Risultati
| Londra 15 ottobre 1988 | Londra & South East | 21 – 10 | Australia XV | Twickhenam |

| Otley 19 ottobre 1988 | Northern Division | 15 – 9 | Australia XV | Cross Green |

| Sale 22 ottobre 1988 | Inghilterra B | 9 – 37 | Australia XV |  |

| Bristol 26 ottobre 1988 | South West Division | 26 – 10 | Australia XV | Memorial Ground |

| Leicester 29 ottobre 1988 | Midlands | 18 – 25 | Australia XV | Welford Road |

| 1º novembre 1988 | England Students | 13 – 36 | Australia XV |  |

| Londra 5 novembre 1988                                                                | Inghilterra | 28 – 19                   | Australia | Twickhenham |
| \| \| \| \| \| mete: trasf.: c.p.: Drop: \| Marcatori \| mete: trasf.: c.p.: Drop: \| |             |                           |           |             |
|                                                                                       |             |                           |           |             |
| mete: trasf.: c.p.: Drop:                                                             | Marcatori   | mete: trasf.: c.p.: Drop: |           |             |

| Edimburgo 9 novembre 1988 | Edimburgo | 19 – 25 | Australia XV | Myreside |

| Hawick 12 novembre 1988 | South of Scotland | 4 – 29 | Australia XV |  |

| Dundee 15 novembre 1988 | Scottish North & Midlands | 17 – 37 | Australia XV | Mayfield |

| Edimburgo 19 novembre 1988                                                            | Scozia    | 13 – 32                   | Australia | Murrayfield |
| \| \| \| \| \| mete: trasf.: c.p.: Drop: \| Marcatori \| mete: trasf.: c.p.: Drop: \| |           |                           |           |             |
|                                                                                       |           |                           |           |             |
| mete: trasf.: c.p.: Drop:                                                             | Marcatori | mete: trasf.: c.p.: Drop: |           |             |

| Aldershot 22 novembre 1988 | Combined Services | 7 – 48 | Australia XV |  |

| Cardiff 26 novembre 1988 | Australia XV | 40 – 22 | Barbarians | National Stadium |

| Prato 30 novembre 1988 | Italia B | 18 – 26 | Australia XV |  |

| Roma 3 dicembre 1988                                                                  | Italia    | 6 – 55                    | Australia | Stadio Flaminio |
| \| \| \| \| \| mete: trasf.: c.p.: Drop: \| Marcatori \| mete: trasf.: c.p.: Drop: \| |           |                           |           |                 |
|                                                                                       |           |                           |           |                 |
| mete: trasf.: c.p.: Drop:                                                             | Marcatori | mete: trasf.: c.p.: Drop: |           |                 |